# David Metcalfe
David Eric Metcalfe es un personaje ficticio de la serie de televisión británica Emmerdale Farm, interpretada por el actor Matthew Wolfenden desde el 26 de noviembre del 2006, hasta ahora.

## Biografía
Cuando David llega a la villa en el 2006 lo hace buscando a su padre biológico Eric Pollard, quien abandonó a Lydia antes de que David naciera y le robó 20,000 libras. Antes de revelar su identidad David obtiene un trabajo en la fábrica para intentar obtener más información acerca de su padre.
Poco después cuando David le revela a Eric que es su hijo este no le cree, David le dice que cuando su madre se casó con su padre adoptivo este lo trataba mal, más tarde Eric intentando probar que David mentía tomó su ADN en secreto y lo mandó a analizar, las primeras pruebas resultaron negativas sin embargo cuando Eric se da cuenta de que tomó el ADN equivocado, decide hacer una segunda prueba en donde se revela que David es su hijo.
En septiembre del 2015 Alicia le dice a David que quiere regresar a Portugal, sin embargo David quiere quedarse, comprar la tienda y restablecerse en Emmerdale, cuando ambos se dan cuenta de que quieren cosas diferentes deciden terminar con su matrimonio y después de despedirse, Alicia se va a Portugal, unos días después Leyla le dice a David que Alicia quiere el divorcio.